# بارنابي روجرسون
بارنابي روجرسون (من مواليد 17 مايو 1960) مؤلف ومقدم تلفزيوني وناشر بريطاني. كتب العديد من الكتب بشكل مكثف عن العالم الإسلامي، بما في ذلك سيرة النبي محمد، والعديد من أدلة السفر.

## نبذة
ولد روجرسون في دانفرملاين، باسكتلندا، ودرس تاريخ العصور الوسطى في جامعة سانت أندروز. أصبح كاتب كتب إرشادية للمغرب وتونس وقبرص واسطنبول وليبيا. يعيش الآن في لندن مع زوجته روز بارينج.

## العمل
يدير مكتبة العلند، وهي شركة نشر متخصصة في إعادة طباعة كلاسيكيات كتابة السفر. عمل كمحاضر لشركات سياحية، وككاتب سفر مستقل، كتب ثلاثمائة مقال ومراجعات لدى الإندبندت، والجارديان، وغيرها من الصحف العالمية.
ظهر روجرسون أيضًا كمقدم تلفزيوني، في برنامج بي بي سي حياة محمد، برنامج الجزيرة الخليفة. والإنتاج التجريبي سلسلة الإمبراطورية الإسلامية.